# Sabine River
The Sabine River (lokalt: Sabìina, Sabìnka ) er en 821 km lang flod som starter i det østlige Texas, og løber ud i 	Sabine Lake og videre ud i den Mexicanske Golf ved grænsen mellem Louisiana og Texas. I de nedre dele af flodløbet løber den gennem fyrreskov, og deretter gjennom bayou-områder. Afvandingsområdet er på 25 268 km². Flodsystemet har store nedbørsmængder, og floden er derfor den vandrigeste i Texas, selv om den langt fra er den længste. Frem til 1848 var den grænseflod mellem USA og Mexico. Navnet Sabinas kommer av det spanske ord for cypres, og refererer til sumpcypresserne der vokser langs floden.
Floden løber gennem et vigtigt olieproducerende område, og den nedre del ved Golfen er blandt de mest industrialiserede områder i det sydøstlige USA.